# Country-Musik 1982
Die Liste bietet eine Übersicht über das Jahr 1982 im Genre Country-Musik.

## Top Hits des Jahres

### Nummer-1-Hits
Die folgende Liste umfasst die Nummer-eins-Hits der Billboard Hot Country Songs des US-amerikanischen Musikmagazines Billboard chronologisch nach Wochenplatzierung.
- 9. Januar – Fourteen Carat Mind – Gene Watson
- 16. Januar – I Wouldn't Have Missed It For the World – Ronnie Milsap
- 23. Januar – Red Neckin' Love Makin' Night – Conway Twitty
- 30. Januar – The Sweetest Thing (I've Ever Known) – Juice Newton
- 6. Februar – Lonely Nights – Mickey Gilley
- 13. Februar – Someone Could Lose a Heart Tonight – Eddie Rabbitt
- 20. Februar – Only One You – T.G. Sheppard
- 27. Februar – Lord, I Hope This Day is Good – Don Williams
- 6. März – You're the Best Break This Old Heart Ever Had – Ed Bruce
- 13. März – Blue Moon With Heartache – Rosanne Cash
- 20. März – Mountain of Love – Charley Pride
- 27. März – She Left Love All Over Me – Razzy Bailey
- 3. April – Bobbie Sue – Oak Ridge Boys
- 10. April – Big City – Merle Haggard
- 17. April – The Clown – Conway Twitty
- 24. April – Crying My Heart Out Over You – Ricky Skaggs
- 1. Mai – Mountain Music – Alabama
- 8. Mai – Always on My Mind – Willie Nelson
- 22. Mai – Just to Satisfy You – Waylon Jennings and Willie Nelson
- 5. Juni – Finally – T.G. Sheppard
- 12. Juni – For All the Wrong Reasons – Bellamy Brothers
- 19. Juni – Slow Hand – Conway Twitty
- 3. Juli – Any Day Now – Ronnie Milsap
- 10. Juli – Don't Worry 'Bout Me Baby – Janie Fricke
- 17. Juli – ’Till You're Gone – Barbara Mandrell
- 24. Juli – Take Me Down – Alabama
- 31. Juli – I Don't Care – Ricky Skaggs
- 7. August – Honky Tonkin‘ – Hank Williams Jr.
- 14. August – I'm Gonna Hire a Wino to Decorate Our Home – David Frizzell
- 21. August – Nobody – Sylvia
- 28. August – Fool Hearted Memory – George Strait
- 4. September – Love Will Turn You Around – Kenny Rogers
- 11. September – She Got the Goldmine (I Got the Shaft) – Jerry Reed
- 25. September – What's Forever For – Michael Martin Murphey
- 2. Oktober – Put Your Dreams Away – Mickey Gilley
- 9. Oktober – (A Taste of) Yesterday's Wine – Merle Haggard und George Jones
- 16. Oktober – I Will Always Love You – Dolly Parton
- 23. Oktober – He Got You – Ronnie Milsap
- 30. Oktober – Close Enough to Perfect – Alabama
- 6. November – You're So Good When You're Bad – Charley Pride
- 13. November – Heartbroke – Ricky Skaggs
- 20. November – War is Hell (On the Homefront Too) – T.G. Sheppard
- 27. November – It Ain't Easy Bein' Easy – Janie Fricke
- 4. Dezember – You and I – Eddie Rabbitt and Crystal Gayle
- 11. Dezember – Redneck Girl – Bellamy Brothers
- 18. Dezember – Somewhere Between Right and Wrong – Earl Thomas Conley
- 25. Dezember – Wild and Blue – John Anderson

## Alben

### Nummer-1-Alben
Die folgende Liste umfasst die Nummer-eins-Hits der Billboard Top Country Albums des US-amerikanischen Musikmagazines Billboard chronologisch nach Wochenplatzierung.
- seit 26. Dezember 1981 – Feels So Right – Alabama
- 16. Januar – Greatest Hits (& Some That Will Be) – Willie Nelson
- 27. März – Bobbie Sue – Oak Ridge Boys
- 17. April – Mountain Music – Alabama
- 22. Mai – Always on My Mind – Willie Nelson
- 20. November – Highways & Heartaches – Ricky Skaggs

### Weitere Alben
- The Best Little Whorehouse in Texas: Soundtrack – Dolly Parton
- Family & Friends – Ricky Skaggs
- The Survivors – Carl Perkins, Johnny Cash & Jerry Lee Lewis
- Love Will Turn You Around – Kenny Rogers
- Strait to the Heart – George Strait

## Geboren
- 24. April – Kelly Clarkson
- 5. Juli – Dave Haywood
- 28. August – LeAnn Rimes
- 28. Oktober – Leeroy Stagger
- 16. Dezember – Frankie Ballard

## Gestorben
- 2. Juli – DeFord Bailey, 82
- 8. Dezember – Marty Robbins, 57
- 20. Dezember – Don Law, 80

## Neue Mitglieder der Hall of Fames

### Country Music Hall of Fame
- Lefty Frizzell (1928–1975)
- Roy Horton (1914–2003)
- Marty Robbins (1925–1982)

### Nashville Songwriters Hall of Fame
- Chuck Berry (1926–2017)
- William J. "Billy" Hill (1923–2009)

## Die bedeutendsten Auszeichnungen

### Grammy Awards
- Beste weibliche Gesangsdarbietung – Country (Best Country Vocal Performance, Female) – 9 to 5 – Dolly Parton
- Beste männliche Gesangsdarbietung – Country (Best Country Vocal Performance, Male) – (There’s) No Gettin’ Over Me – Ronnie Milsap
- Beste Countrydarbietung eines Duos oder einer Gruppe mit Gesang (Best Country Performance By A Duo Or Group With Vocal) – Elvira – Oak Ridge Boys
- Bestes Darbietung eines Countryinstrumentals (Best Country Instrumental Performance)  Country After All These Years – Chet Atkins
- Bester Countrysong (Best Country Song) – 9 to 5 Dolly Parton[3]

### Academy of Country Music Awards
- Entertainer Of The Year – Alabama
- Song Of The Year – You're The Reason God Made Oklahoma – David Frizzell and Shelly West
- Single Of The Year – Elvira – Oak Ridge Boys
- Album Of The Year – Feels So Right – Alabama
- Top Male Vocalist – Merle Haggard
- Top Female Vocalist – Barbara Mandrell
- Top Vocal Duo – Shelly West und David Frizzell
- Top New Male Vocalist – Ricky Skaggs
- Top New Female Vocalist – Juice Newton

### Country Music Association Awards
- Entertainer of the Year – Alabama
- Song Of The Year – Always On My Mind – J.Christopher / W.Carson / M.James
- Single Of The Year – Always On My Mind – Willie Nelson
- Album Of The Year – Always On My Mind – Willie Nelson
- Male Vocalist Of The Year – Ricky Skaggs
- Female Vocalist Of The Year – Janie Fricke
- Vocal Duo Of The Year – David Frizzell & Shelly West
- Vocal Group Of The Year – Alabama
- Instrumentalist Of The Year – Chet Atkins
- Horizon Award – Ricky Skaggs
- Instrumental Group Of The Year – Alabama

### American Music Awards
- Favorite Country Male Artist – Willie Nelson
- Favorite Country Female Artist – Barbara Mandrell
- Favorite Country Band/Duo/Group – The Oak Ridge Boys
- Favorite Country Album – Greatest Hits – Kenny Rogers
- Favorite Country Song – Could I Have This Dance – Anne Murray / On the Road Again – Willie Nelson